# طيون ملتحي
الطيون الملتحي نوع نباتي ينتمي إلى جنس الطيون من الفصيلة النجمية.